# Un buon posto dove stare
Un buon posto dove stare è la raccolta di racconti d'esordio della scrittrice italiana Francesca Manfredi, vincitore del Premio Campiello Opera Prima 2017.

## Trama
Undici storie raccontano altrettanti personaggi colti in momenti di transizione delle loro vite. Brevi parentesi in cui mettere in discussione sé stessi oppure vedere le cose sotto una luce diversa. Momenti che aprono porte sull'ignoto, punti di vista privilegiati da cui osservare le proprie fragilità e inquietudini.

## Capitoli
- Cloro: Lidia e Alberto si sono trasferiti in un nuovo quartiere e trascorrono una domenica pomeriggio nella piscina dei vicini di casa.
- Love in a lonely place: Un italiano che lavora negli Stati Uniti si è innamorato di una donna con cui ha deciso di trasferirsi in Italia.
- Cavalli: Claudia e il marito Davide stanno tornando da una cena a casa di amici, quando si trovano bloccati nel traffico per la fuga di un cavallo.
- Da qualche parte, al sicuro: durante un soggiorno in campagna dai nonni la piccola Marta ha un piccolo approccio sessuale con Veronica, una ragazzina del posto.
- Esperance, Recherche: la diciassettenne Anna trascorre un pomeriggio d'amore con il fidanzato Elia in uno chalet in montagna.
- Il bosco: un padre sparisce durante una passeggiata con i figli, ritornando a casa completamente cambiato.
- Ricorda chi sono: un anziano uomo bussa alla porta di una casa, dicendo di non sapere chi è e dove stava andando.
- Il topo: un uomo è convinto che la cantina sia infestata da un ratto, ma la moglie e i figli sembrano non credergli.
- Dall'altra stanza: in un tranquillo pomeriggio una donna scopre un segreto che la madre le ha tenuto nascosto per parecchi anni.
- Un buon posto dove stare: un padre separato accompagna il figlio a consegnare un antico baule a una bizzarra coppia di anziani.
- Quel che rimane: la sera della vigilia di Natale si riaccende la passione tra due vecchi amanti.

## Edizioni
- Francesca Manfredi, Un buon posto dove stare, 1ª ed., La nave di Teseo, 2017,  p. 165, ISBN 978-88-934-4182-7.